# Ondřej Čelůstka
Ondřej Čelůstka [ˈt͡ʃɛluːstka] (* 18. Juni 1989 in Gottwaldov, Tschechoslowakei) ist ein tschechischer Fußballspieler.

## Vereinskarriere
Čelůstka begann mit dem Fußballspielen im Alter von sieben Jahren beim FC Tescoma Zlín. Anfang 2008 schaffte der Abwehrspieler den Sprung in den Profikader und kam im Mai 2008 zu seinen ersten beiden Erstligaeinsätzen am vorletzten und letzten Spieltag der ersten tschechischen Fußballliga 2007/08. In der Saison 2008/09 gehörte der Außenverteidiger zur Stammformation des FC Tescoma Zlín, der die Klasse nicht halten konnte.
Im Sommer 2009 wechselte Čelůstka zu Slavia Prag. Beim tschechischen Meister von 2009 unterschrieb der Rechtsverteidiger einen Vier-Jahres-Vertrag. Am 1. Februar 2010 wechselte Čelůstka auf Leihbasis mit Kaufoption zum Serie-A-Ligisten US Palermo. Seinen einzigen Serie-A-Einsatz hatte Čelůstka am 27. März 2010 beim 3:1-Sieg des US Palermo gegen den FC Bologna. Im Juni 2010 kehrte der Tscheche nach Prag zurück. Im Jahre 2011 wechselte er zu Trabzonspor in die Türkei. Von dort lieh ihn im August 2013 der AFC Sunderland aus der englischen Premier League bis zum Saisonende aus.
Im Sommer löste Trabzonspor den noch zwei Jahre gültigen Vertrag durch Zahlung einer einmaligen Summe von 112.000 € auf. Čelůstka schloss sich am 22. August dem Zweitligisten 1. FC Nürnberg an.
Im Sommer 2015 kehrte er in die Türkei zurück und heuerte beim Erstligisten Antalyaspor an. Nach fünf Jahren bei Antalyaspor wechselte Čelůstka in sein Heimatland zurück und schloss sich Sparta Prag an. Im Sommer 2023 wechselte er dann in die zweite türkische Liga zu Bodrum FK, wo er mit seiner Mannschaft 2024 in die Süper Lig aufstieg.

## Nationalmannschaft
Čelůstka kam bisher in der tschechischen U-19- und U-20-Auswahl sowie in der U-21-Nationalmannschaft zum Einsatz.
Bei der Europameisterschaft 2021 stand er im tschechischen Aufgebot, das im Viertelfinale gegen Dänemark ausschied.